# Гензель и Гретель (опера)
«Ге́нзель и Гре́тель» (нем. Hänsel und Gretel) — трёхактная опера-сказка немецкого композитора Энгельберта Хумпердинка, самое известное и популярное его произведение. Идея оперы по мотивам детской сказки «Гензель и Гретель» братьев Гримм принадлежит его сестре Адельхайд Ветте, которая написала либретто. 
Первая постановка состоялась на Рождество, 23 декабря 1893 года, в придворном театре Веймара, дирижировал Рихард Штраус. С тех пор часто ставится театрами на Рождество / Новый год (хотя в либретто нет никаких указаний на зиму), и на постановки обычно водят детей. В первый же год после премьеры более полусотни немецких театров включили «детскую оперу» Хумпердинка в свой репертуар. В России XIX века она иногда ставилась под названиями «Пряничный домик» и «Ваня и Маша».
«Гензель и Гретель» — яркий пример романтической оперы с фольклорными мотивами. Здесь много от Вагнера, сын которого Зигфрид назвал «Гензель» важнейшей немецкой оперой, созданной после «Парсифаля». Утверждается, что по количеству современных постановок «Гензель и Гретель» уступает среди опер на немецком языке только «Волшебной флейте» Моцарта.

## Роли
| Роль                                             | Голос         |
| ------------------------------------------------ | ------------- |
| Гензель, брат Гретель                            | меццо-сопрано |
| Гретель, сестра Гензеля                          | сопрано       |
| Петер, вязальщик веников, отец Гензеля и Гретель | бас           |
| Гертруда, его жена, мать Гензеля и Гретель       | меццо-сопрано |
| Ведьма                                           | меццо-сопрано |
| Дрёма                                            | сопрано       |
| Добрая фея                                       | сопрано       |
| Хор: 14 ангелов                                  |               |

## Либретто

### Акт 1
В скромной хижине вязальщика веников сидят его двое голодных детей Гензель и Гретель. Они заняты работой, но голод мучит их, так как они неделями живут впроголодь и ничего не едят, кроме сухого хлеба. Гретель мечтает приготовить рисовую кашу сегодня вечером, потому что соседка подарила им горшочек с молоком. В радостном предвкушении ужина дети начинают весело прыгать и танцевать. Домой возвращается их усталая вспыльчивая мать. В результате вспышки гнева она называет их обоих лодырями и хватает прут, чтоб наказать детей. При этом она ударяет по молочному горшочку, стоящему на столе. Вне себя от ярости она отправляет Гензель и Гретель на поиски ягод в лес и засыпает, жалея о своей тяжёлой участи. 

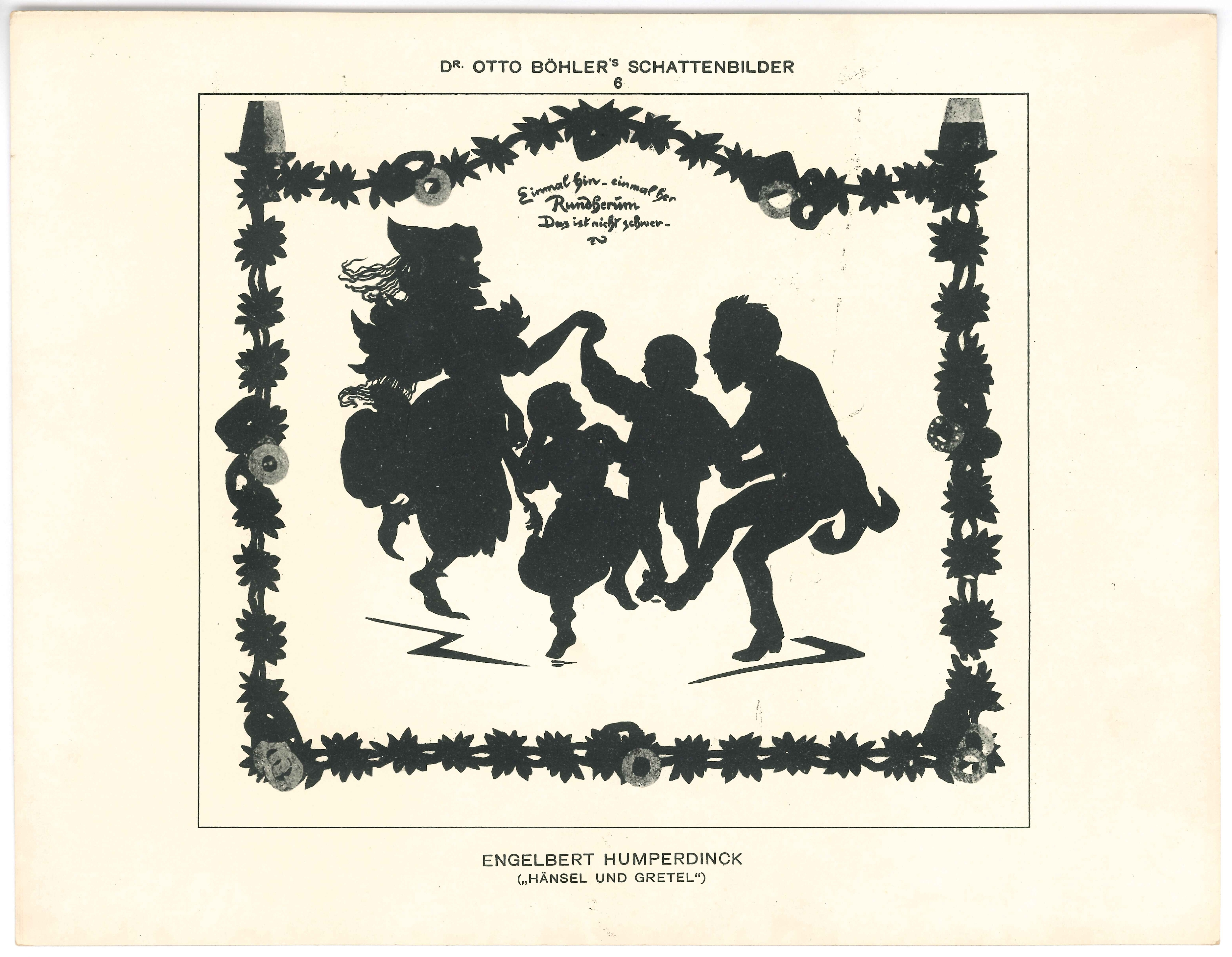
Иллюстрация к опере работы силуэтиста Отто Бёлера (1847-1913)

Домой возвращается пьяный вязальщик веников. Сегодня его дела шли неплохо, и он смог принести корзинку, полную продуктов. Когда он спрашивает о детях и узнаёт о произошедшем, его настроение внезапно резко меняется. Уже начинает темнеть. Отец начинает беспокоиться, что дети могли заблудиться в лесу. Он вспоминает о поверье, что заблудившиеся дети иногда попадают в руки злой ведьмы, обитающей в Ильзештайнских горах, которая (по рассказам односельчан) завлекает детей к себе. Обеспокоенные родители принимают решение самим отправиться в лес на поиски пропавших детей.

### Акт 2
Тем временем дети смогли набрать полную корзинку ягод. Услышав голос кукушки и начиная подражать ему, Гензель и Гретель незаметно для себя начинают есть: корзинка пустеет. В лесу постепенно темнеет. Дети пугаются и поворачивают в направлении дома. Лесная чаща, выглядевшая ещё совсем недавно такой дружественной,  с наступлением сумерек становится всё страшнее и выглядит зловеще. Спускается густой туман, огни в полумраке ведут во все стороны. Дети в ужасе обнимают друг друга. Появляется Дрёма и успокаивает заблудившихся. Гензель и Гретель читают вечернюю молитву и засыпают. Возникают 14 ангелов, чтобы охранять сон детей.

### Акт 3
Жилищем ведьмы оказывается старинный пряничный дом, украшенный пряничными фигурками детей. Гензель и Гретель, разбуженные доброй феей, поддаются соблазну и отламывают от дома кусочки, чтобы полакомиться. Внезапно появляется хозяйка дома: она заманивает детей внутрь, заколдовывает их и запирает Гензеля в клетку, а Гретель заставляет растопить печь. Ведьма хочет посадить их в печь, сделав из них новые пряничные украшения для своего дома.
Гензель обманывает подслеповатую ведьму, подсунув палку вместо пальца, чтобы та сочла его костлявым и невкусным. Гретель хватает её волшебную палочку, освобождает брата и хитростью заставляет старуху саму забраться в печь, где она превращается в гигантский пряник. Теперь, когда злые чары разрушены, пряничные дети вновь обретают человеческий облик. Родители Гензеля и Гретель находят своих детей в кругу этих новых друзей. Все объединяются в хоровой молитве, прославляя Бога.

## Успех у публики

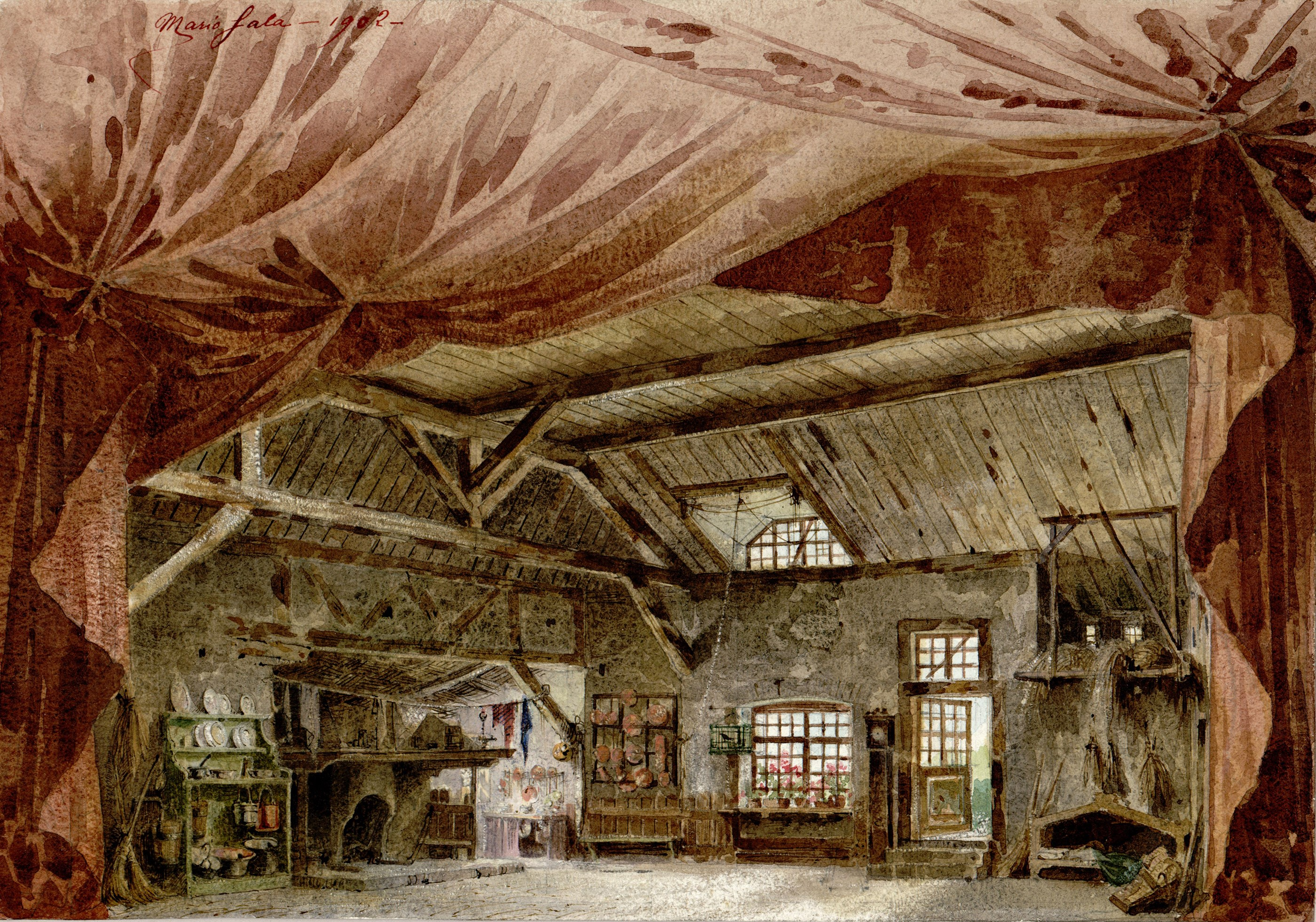
Эскиз декорации к опере (1902) — хижина вязальщика веников

В России первую постановку оперы осуществил Панаевский театр 2 января 1896 года, и до конца XIX века она уже шла и в Большом, и в Мариинском театре, и в Мамонтовской опере. Либретто было переведено на русский язык Екатериной Клетновой в 1897 году. В советское время постановка была немыслима из-за очевидной христианской подоплёки сюжета. Лишь в 2009 году Екатеринбургский театр оперы и балета осмелился реанимировать преданный забвению оперный шлягер.
В «Метрополитен-опере» с момента первой постановки в 1905 году опера «Гензель и Гретель» практически не покидает сцены — особенно после того, как в 1947 году она была переведена на доступный для детей Нью-Йорка английский. Отличные отзывы заслужила осовремененная постановка весьма вольного английского перевода либретто, осуществлённая сэром Дэвидом Путни в содружестве с дирижёром В. М. Юровским в 2008 году. 
В отдельные годы «Гензель и Грета» присутствует в репертуаре 50 — 60 немецких театров. Мотивы оперы Хумпердинка были переосмыслены в первой «детской опере» на баскском языке — «Лиде и Ишидор» Сантоса Инчаусти (1910).